# XL Center
XL Center je víceúčelová aréna nacházející se v Hartfordu ve státě Connecticut v USA. Otevření proběhlo v roce 1975. Aréna je domovským stadionem týmu AHL Hartford Wolf Pack, který je záložním týmem klubu NHL New York Rangers .
V prosinci 2007 byl původní název Hartford Civic Center změněn podle pojišťovací firmy XL Group, která se v šestileté smlouvě zavázala sponzorovat arénu. XL Center je název komplexu budov, který tvoří stadion XL Center Veterans Memorial Coliseum a kongresové centrum Exhibition Center.
Aréna byla i místem vážné nehody, dne 18. ledna 1978, přibližně hodinu po basketbalovém zápasu univerzitních týmů, se zhroutila střecha stadionu, nikdo ale nebyl zraněn, znovuotevření pro veřejnost proběhlo 17. ledna 1980.
V roce 1994 zde probíhal vstupní draft NHL. Každým rokem se zde konají slavnostní promoce absolventů Central Connecticut State University a dalších místních univerzit.